# Caledonia (hjulångare)

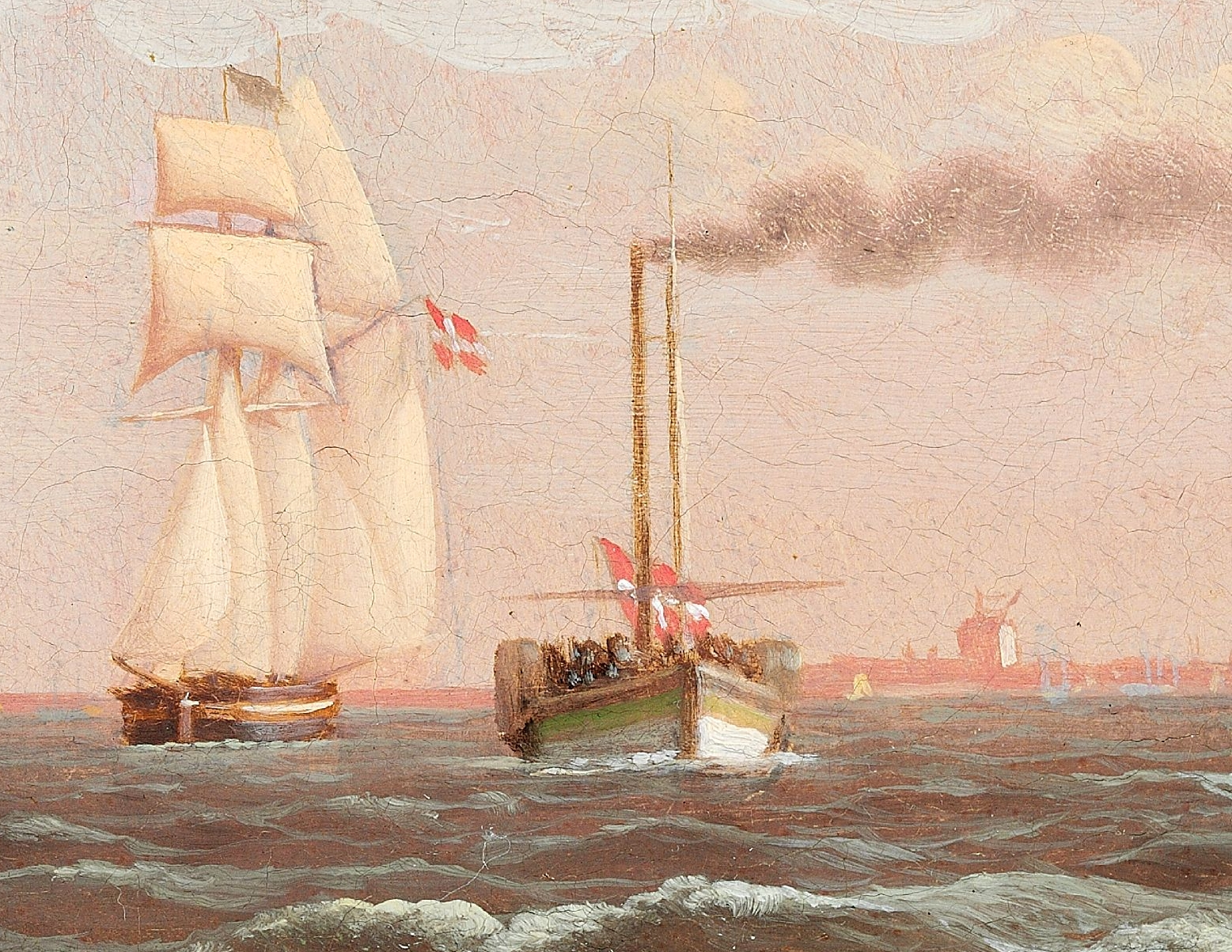
Caledonia på Öresund 1824. Detalj av en målning av Eckersberg.

Caledonia var Danmarks första hjulångare. Den byggdes av John & C. Wood, Port Glasgow i Skottland, UK år 1815 åt 
Caledonia Steam Boat Co. År 1817 såldes hon till James Watt Junior i London. Watt drev tillsammans med Matthew Boulton företaget Boulton & Watt som  tillverkade ångmaskiner och de bytte ut de ursprungliga maskinerna från Greenhead Foundry mot 32 hk maskiner av egen tillverkning år 1917. I 
november samma år seglade Caledonia, som första ångfartyg, över Engelska kanalen till Rotterdam och vidare på  Rhen till Koblenz.
Caledonia såldes 1 maj 1819 till revisor Steen Andersen Bille i Köpenhamn för att sättas in på en linje till Kiel. Hon seglades genom Eiderkanalen och anlände till Köpenhamn 21 maj 1819. Rutten till Kiel gick via Møn, Falster och Lolland och resan tog 27 timmar. Under 1819 fullföljdes 14 resor och året efter 22. På sommaren seglade Caledonia också nöjesturer på Öresund med bland andra kung Fredrik VI och drottning Marie som gäster. 
År 1822 såldes fartyget till grosshandlare Lauritz Nicolai Hvidt som fortsatte seglatserna till Kiel till år 1834 när Caledonia ersattes av den större Frederik den Siette. På nöjesturerna besökte Caledonia bland annat Helsingborg och ön Ven och den 24 augusti 1828 anlöpte hon, som första ångfartyg någonsin, Malmö.
Caledonia skrotades år 1841 eller 1843.